# Mercedes AMG High Performance Powertrains
Pour les articles homonymes, voir HPP.
Mercedes AMG High Performance Powertrains ou Mercedes AMG HPP est un motoriste anglais, appartenant au groupe allemand Daimler AG, qui développe et construit les moteurs destinés notamment aux monoplaces de Formule 1 de l'écurie Mercedes AMG Petronas, championne du monde des constructeurs de 2014 à 2021 et des pilotes de 2014 à 2020 avec Lewis Hamilton et Nico Rosberg.

## Origines
En 1993, Mercedes-Benz acquiert 10 % de Ilmor, un motoriste anglais fondée en 1983 par Mario Illien et Paul Morgan engagé en Formule 1 depuis 1991. En 1994, le moteur Ilmor est d'ailleurs officiellement dénommé Mercedes-Benz sur le capot des Sauber qu'il propulse. En 2002, un an après le décès accidentel de Paul Morgan, Mercedes-Benz prend le contrôle d'Ilmor à hauteur de 55 % et renomme la société Mercedes-Ilmor.
En 2005, Mercedes-Benz rachète totalement le département Formule 1 d'Ilmor, qui devient alors Mercedes-Benz HighPerformanceEngines. Par contre, la partie Ilmor Engineering, impliquée notamment aux États-Unis dans la conception des moteurs Honda du championnat IndyCar Series, retrouve son indépendance. Fin 2011, l'entreprise est renommée Mercedes AMG High Performance Powertrains et renforce ses liens avec Mercedes-AMG, la branche sport du constructeur automobile allemand.

## Équipes motorisées
De 1995 à 2014, les moteurs Mercedes AMG HPP motorisent les Formule 1 de McLaren Racing. L'écurie remporte les deux titres en 1998 tandis que seul Mika Häkkinen et Lewis Hamilton deviennent champions du monde respectivement en 1999 et 2008. En 2009, Mercedes fournit également l'écurie Brawn GP (championne du monde pilotes, avec Jenson Button, et constructeurs) et depuis cette même année, l'écurie Force India.
Après le rachat de Brawn GP, Mercedes Grand Prix revient en tant qu'écurie complète en 2010, puis motorise également Williams F1 Team à partir de 2014.
2014 est d'ailleurs la saison de tous les records pour le moteur Mercedes V6 turbocompressé hybride, qui réalise la totalité des 19 pole positions, obtient seize victoires, et permet aux Flèches d'Argent de remporter les titres constructeurs et pilotes avec Lewis Hamilton. En 2015, tandis que McLaren Racing quitte son motoriste historique pour Honda, Mercedes motorise Lotus F1 Team, qui sera finalement rachetée par Renault à la fin de cette même saison. En 2016, Mercedes améliore le record de victoires (19) et de pole positions (20) en une saison.